# Race You to the Bottom
Race You to the Bottom — дебютный альбом американской рок-группы New Medicine, релиз состоялся на лейблах Photo Finish Records и Atlantic Records 27 сентября 2010 года.

## Список композиций
Слова и музыка всех песен — New Medicine.
| №                   | Название                 | Длительность |
| ------------------- | ------------------------ | ------------ |
| 1.                  | «Laid»                   | 3:11         |
| 2.                  | «Rich Kids»              | 3:01         |
| 3.                  | «Little Sister»          | 3:39         |
| 4.                  | «End of the World»       | 3:11         |
| 5.                  | «Baby’s Gone»            | 3:42         |
| 6.                  | «Resolve to Fight»       | 2:59         |
| 7.                  | «Never Heard»            | 2:47         |
| 8.                  | «American Wasted»        | 3:07         |
| 9.                  | «It’s a War»             | 3:33         |
| 10.                 | «Race You to the Bottom» | 2:57         |
| 11.                 | «Sun Goes Down»          | 3:12         |
| Общая длительность: | Общая длительность:      | 35:19        |

| №                   | Название            | Длительность |
| ------------------- | ------------------- | ------------ |
| 12.                 | «The Takeover»      | 2:32         |
| 13.                 | «We Are the Fire»   | 3:16         |
| 14.                 | «Amen»              | 3:01         |
| 15.                 | «Love You Now»      | 2:49         |
| Общая длительность: | Общая длительность: | 46:57        |

## Участники записи
New Medicine
- Jake Scherer — Вокал, гитара
- Matt Brady — Бас-гитара
- Dan Garland — Гитара
- Ryan Guanzon — Ударные

Приглашённые музыканты
- Tommy Henriksen — Программирование
- Kevin Kadish — Композитор, продюсер, вокал
- Sean Gould — Бас-гитара
- Jennifer Adan — Композитор
- Billy Falcon — Композитор
- Karl Owen Gronwall — Композитор
- Elisha Hoffman — Композитор
- Sam Hollander — Композитор
- Rebecca Lynn Howard — Композитор
- Zac Maloy — Композитор
- Kevin Wayne — Композитор

## Позиции в чартах
| Чарты (2010)              | Наивысшая позиция |
| ------------------------- | ----------------- |
| US Billboard 200          | 104               |
| US Top Heatseekers Albums | 2                 |
| US Top Rock Albums        | 39                |